# Liste du patrimoine immobilier classé de Beauvechain
Cette page regroupe l'ensemble du patrimoine immobilier classé de la commune belge de Beauvechain.
| Objet | Année de construction / Architecte | Adresse | Section communale   | Coordonnées                      | Numéro d’inventaire | Illustration                                                                   |
| --- | ---------------------------------- | ------- | ------------------- | -------------------------------- | ------------------- | ------------------------------------------------------------------------------ |
| Église Saint-Martin de Tourinnes-la-Grosse |                                    |         | Tourinnes-la-Grosse | 50° 46′ 42″ nord, 4° 44′ 49″ est | 25005-CLT-0001-01   |                                                                                |
| Partie de la forêt de Meerdael se trouvant en territoire francophone |                                    |         |                     | 50° 47′ 37″ nord, 4° 40′ 52″ est | 25005-CLT-0002-01   | Image manquanteTéléverser                                                      |
| Ferme de Wahenges. Les façades et toitures de tous les bâtiments de la ferme de Wahenges ainsi que le pavé de la cour, la charpente de la grange, la structure et charpente de la remise, les voûtes et la charpente du corps de logis, la chapelle et son autel annexée au logis ainsi que le papier peint couvrant les murs de la deuxième pièce à droite de l'entrée du corps de logis (M). Ensemble formé par la ferme de Wahenges, l'étang et le ruisseau Schoor Broekbeek, les chemins pavés menant à la ferme, les alignement de peupliers, le Leckbosch contenant l'emplacement de deux tombelles et de la villa gallo-romaine, les prés et les bois (S). Une zone de protection comprenant des terrains agricoles et bois est établie autour du site de la ferme de Wahenges (ZP). |                                    |         |                     | 50° 45′ 55″ nord, 4° 48′ 33″ est | 25005-CLT-0003-01   | ferme de Wahenge                                                               |
| Chapelle du Rond Chêne (M). Ensemble formé par cet édifice et ses abords (ZP). |                                    |         |                     | 50° 47′ 54″ nord, 4° 45′ 05″ est | 25005-CLT-0004-01   | Chapelle du Rond Chêne (M). Ensemble formé par cet édifice et ses abords (ZP). |
| Bois Nicaise |                                    |         | Hamme-Mille         | 50° 46′ 56″ nord, 4° 42′ 10″ est | 25005-CLT-0005-01   | Image manquanteTéléverser                                                      |
| Chapelle Sainte-Corneille, son porche de 1842 (M) et ses abords (S) |                                    |         | Hamme-Mille         | 50° 47′ 19″ nord, 4° 44′ 15″ est | 25005-CLT-0006-01   | Chapelle Sainte-Corneille, son porche de 1842 (M) et ses abords (S)            |
| Église Saint-Martin de Tourinnes-la-Grosse |                                    |         |                     | 50° 46′ 42″ nord, 4° 44′ 49″ est | 25005-PEX-0001-04   |                                                                                |
| Ferme de Wahenges. Les façades et toitures des bâtiments de la ferme de Wahenges ainsi que les charpentes du logis, de la grange et de la remise ; à l'intérieur du logis : les voûtes, la chapelle et l'autel ainsi que le papier peint panoramique de la salle à manger (M) et l'ensemble formé par la ferme de Wahenges et les terrains environnants (S) |                                    |         |                     | 50° 45′ 23″ nord, 4° 48′ 05″ est | 25005-PEX-0002-04   | ferme de Wahenge                                                               |